# 黄巷
黄巷（平话字：Uòng-háe̤ng）是位于中国福建省福州市鼓楼区的一条街道，为三坊七巷之一。
黄巷为东西走向，东接八一七中路，西连南后街，南北分别与安民巷、塔巷平行。因晋代永嘉年间黄氏家族迁居巷内而得名，宋代曾一度称新美坊。唐代校书郎黄璞，宋代崔大夫，明代户部尚书林泮、礼部侍郎萨琦等均曾居此。清代有琼州知府林文英、榜眼林枝春、浙江巡抚李馥、江苏巡抚梁章钜、鳌峰书院山长陈寿祺、湖广总督郭柏荫、琉球册封使赵新、学者陈乔樅，“五子登科”的郭阶三居于黄巷。巷内古建筑中尤以梁章钜故居最为精致。小黄楼是黄巷中保存最为完好的私家园林建筑。